# Медведев, Михаил Всеволодович
Михаил Всеволодович Медведев (25 декабря 1901, село Трёхвражное, Лухский район, Ивановская область — 28 апреля 1944) — советский военачальник, полковник (21 марта 1940), участник Советско-финляндской и Великой Отечественной войн.

## Биография
В марте 1920 года вступил в ряды Рабоче-крестьянской Красной армии и служил в 31-м пехотном полку в Рязани. В 1920—1921 годах участвовал в подавлении Тамбовского восстания.
В 1936 году окончил Военную академию РККА им. М. В. Фрунзе. В 1939 −1940 годах участвовал в советско-финляндской войне в должности начальника штаба 13-й легкотанковой бригады и был награждён орденом Красной Звезды.
С началом Великой Отечественной войны Медведев был назначен начальником штаба стрелковой дивизии народного ополчения, которая была в подчинении Ленинградской армии народного ополчения. С августа 1941 года он занимал должность начальника штаба 4-й дивизии народного ополчения, а с 12 по 30 августа временно исполнял должность командира этой дивизии. 9 сентября дивизия была переименована в 5-ю стрелковую дивизию народного ополчения 2-го формирования, а Медведев занимал должность начальника штаба. 24 сентября дивизия была переименована в 13-ю стрелковую дивизию, которая входила в 42-армию Ленинградского фронта. Дивизия держала оборону на рубеже Пулковских высот.
15 апреля 1942 года он был назначен заместителем начальника отдела автобронетанковых войск по боевому использованию и применению танков 54-й армии, а с 19 июля занимал ту же должность в 59-й армии.
По окончании курсов усовершенствования командного состава при Военной академии моторизации и механизации РККА им. И. В. Сталина, в ноябре 1943 года был назначен командиром 17-й гвардейской механизированной бригады и участвовал в Проскуровско-Черновицкой наступательной операции.
Погиб в бою 28 апреля 1944 года, был похоронен в Копычинцы Тернопольской области.

## Воинские звания
- майор (1937);
- полковник (21.03.1940)[2]

## Награды
- Орден Суворова II степени (29.05.1944, посмертно)[3][4]
- Орден Отечественной войны I степени (17.07.1944, посмертно)[5]
- Орден Красной Звезды (21.03.1940)[6]
- Медаль «За оборону Ленинграда»
- Юбилейная медаль «XX лет Рабоче-Крестьянской Красной Армии» (1938)